# Жаба горбкувата
Жаба горбкувата (Glandirana rugosa) — вид земноводних з роду далекосхідна жаба родини жаб'ячі.

## Опис
Загальна довжина досягає 5—5,6 см. Спостерігається статевий диморфізм: самиці більші за самців. Шкіра її зверху горбкувата. Верхня сторона тіла забарвлена у тьмяний сіро-бурий колір, в задній частині тіла він переходить у зелений. Черево брудно-білого забарвлення з чорними мармуровими розводами.

## Спосіб життя
Полюбляє рисові поля, водно-болотні угіддя в гирлах річок, водойм, гірські місцини. Зустрічається на висоті до 300 м над рівнем моря. Веде водний спосіб життя. Далеко від води не відходить. Голос цієї жаби — неголосне бурчання, яке лунає вночі і вдень, як в період ікрометання, так і після нього. Живиться дрібними комахами.
Парування й розмноження відбувається у травні—вересні. Самиця відкладає до 20 яєць. Пуголовки з'являються восени, зимують у воді, метаморфоз відбувається навесні.

## Розповсюдження
Мешкає на островах Хонсю, Сікоку, Кюсю (Японія). Завезений на Гавайські острови.